# Erasmo Franzoni
Erasmo Franzoni, all'anagrafe Derasmo, (Carrara, 7 marzo 1912 – Carrara, 8 giugno 2006) è stato un allenatore di calcio e calciatore italiano, di ruolo attaccante.

## Caratteristiche tecniche
Gioca inizialmente nel ruolo di ala, ma un incidente stradale avvenuto durante il periodo di militanza nel Modena lo trasforma in mediano.

## Carriera
Dopo gli esordi con la Carrarese, debutta in Serie B con il Catania nel 1935-1936 disputando due campionati per un totale di 62 presenze e 15 reti.
Dopo un anno nel Modena, vincitore del campionato di Serie B 1937-1938, nel gennaio 1939 viene ceduto in prestito al Genova 1893 fino ad agosto dello stesso anno; il Modena lo cede quindi alla Carrarese, dove torna a giocare per due anni, e successivamente milita per altri due anni nel Grosseto.

## Palmarès

### Giocatore

#### Competizioni nazionali
- Serie B: 1

Modena: 1937-1938